# Uroteuthis chinensis
Calmar mitre
Espèce
Le calmar mitre (Uroteuthis chinensis) est une espèce de mollusque de la famille des Loliginidae (calmars).